# Burui zöldgalamb
A burui zöldgalamb (Treron aromaticus) a madarak osztályának galambalakúak (Columbiformes) rendjébe és a galambfélék (Columbidae) családjába tartozó faj.

## Rendszerezése
A fajt Johann Friedrich Gmelin német természettudós írta le 1789-ben, a Columba nembe Columba aromatica néven. Szerepelt a Pompadour-zöldgalamb (Treron pompadora) alfajaként Treron pompadora aromaticus néven is.

## Előfordulása
Indonéziához tartozó Maluku-szigetek, egyik szigetén Burun honos. Természetes élőhelyei a szubtrópusi vagy trópusi síkvidéki esőerdők. Állandó, nem vonuló faj.

## Megjelenése
Testhossza 28 centiméter.

## Természetvédelmi helyzete
Az elterjedési területe elég kicsi, egyedszáma 10 000-19 999 példány közötti és csökken. A Természetvédelmi Világszövetség Vörös listáján mérsékelten fenyegetett fajként szerepel. Az élőhelyeinek elvesztése és a vadászat veszélyezteti.